# ウヴェーズ川
ウヴェーズ川（ウヴェーズがわ、l'Ouvèze）は、フランス南東部を流れる川である。ローヌ川の支流でドローム県とヴォクリューズ県に流域を持つ。
ドローム県南東のバロニー山塊（le massif des Barronies）に含まれるシャムーズ山（la montagne de Chamouse）に源を発し、モンゲ市（Montguers）、ビュイ＝レ＝バロニ市（Buis-les-Baronnies）、ピエールロング市（Pierrelongue）、モラン＝シュル＝ウヴェーズ市（Mollans-sur-Ouvèze）などを西へ流れる。ヴォクリューズ県に入ると、ヴァントゥー山の北西、およびダンテル・ド・モンミライユ山地（Dentelles de Montmirail）の北を流れ、ヴェゾン＝ラ＝ロメーヌに達する。その後ソルグ川を合わせ、ローヌ川に合流する。

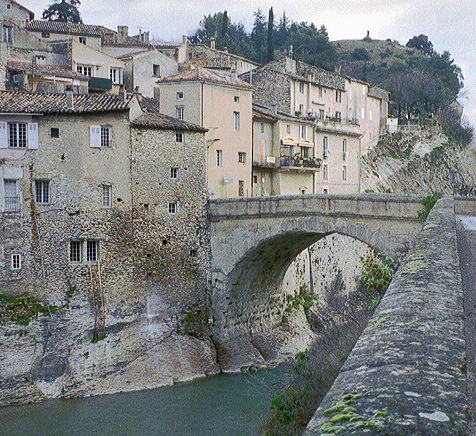
ウヴェーズ川に架かるローマ時代の橋（ヴェゾン＝ラ＝ロメーヌ）

## 支流
- トゥルランク川（le Toulourenc）
- セイユ川（la Seille）
- ソルグ川（la Sorgues）

## 水害
記録に残されている歴史的な氾濫
- 1616年8月21日
- 1862年9月
- 1886年11月
- 1907年10月
- 1924年9月24日
- 1951年11月20日
- 1992年9月22日